# Canton de l'Île d'Oléron
Le canton de l'Île d'Oléron est une circonscription électorale française du département de la Charente-Maritime créée par le décret du 27 février 2014 et entrée en vigueur lors des élections départementales de 2015.

## Histoire
Un nouveau découpage territorial de la Charente-Maritime entre en vigueur en mars 2015, défini par le décret du 27 février 2014, en application des lois du 17 mai 2013 (loi organique 2013-402 et loi 2013-403). Les conseillers départementaux sont, à compter de ces élections, élus au scrutin majoritaire binominal mixte. Les électeurs de chaque canton élisent au Conseil départemental, nouvelle appellation du Conseil général, deux membres de sexe différent, qui se présentent en binôme de candidats. Les conseillers départementaux sont élus pour 6 ans au scrutin binominal majoritaire à deux tours, l'accès au second tour nécessitant 12,5 % des inscrits au 1er tour. En outre la totalité des conseillers départementaux est renouvelée. Ce nouveau mode de scrutin nécessite un redécoupage des cantons dont le nombre est divisé par deux avec arrondi à l'unité impaire supérieure si ce nombre n'est pas entier impair, assorti de conditions de seuils minimaux. En Charente-Maritime, le nombre de cantons passe ainsi de 51 à 27. 
Le nouveau canton de l'Île d'Oléron est formé de communes issues des anciens cantons du Château-d'Oléron (l'intégralité des 4 communes) et de Saint-Pierre-d'Oléron (l'intégralité des 4 communes). Le bureau centralisateur est fixé à Saint-Pierre-d'Oléron. Il est entièrement inclus dans l'arrondissement de Rochefort.

## Représentation
| Période élective | Période élective | Mandat | Mandat   | Identité          | Nuance | Nuance | Qualité |
| ---------------- | ---------------- | ------ | -------- | ----------------- | ------ | ------ | --- |
| 2015             | 2021             | 2015   | 2021     | Michel Parent     |        | LR     | Maire de Château-d'Oléron Vice-Président du Conseil départemental |
| 2015             | 2021             | 2015   | 2021     | Dominique Rabelle |        | LR     | Pharmacien retraité, maire de Saint-Georges-d'Oléron depuis 2020 Vice-Présidente du Conseil départemental, suppléante des députés Jean-Louis Léonard (2002-2012) et Didier Quentin (2017-2022) |
| 2021             | 2028             | 2021   | en cours | Dominique Rabelle |        | LR     | Conseillère sortante |
| 2021             | 2028             | 2021   | en cours | Christophe Sueur  |        | DVD    | Artisan Maire de Saint-Pierre-d'Oléron depuis 2014 |

### Résultats détaillés

#### Élections de mars 2015
À l'issue du 1er tour des élections départementales de 2015, deux binômes sont en ballottage : Michel Parent et Dominique Rabelle (UMP, 42,09 %) et Arlette Courdavault et Eric Proust (DVG, 28,96 %). Le taux de participation est de 51,45 % (9 915 votants sur 19 272 inscrits) contre 50,08 % au niveau départemental et 50,17 % au niveau national.
Au second tour, Michel Parent et Dominique Rabelle (UMP) sont élus avec 60,57 % des suffrages exprimés et un taux de participation de 51,14 % (5 536 voix pour 9 856 votants et 19 272 inscrits).

#### Élections de juin 2021
Le premier tour des élections départementales de 2021 est marqué par un très faible taux de participation (33,26 % au niveau national). Dans le canton de l'Île d'Oléron, ce taux de participation est de 36,95 % (7 392 votants sur 20 005 inscrits) contre 33,83 % au niveau départemental. À l'issue de ce premier tour, deux binômes sont en ballottage : Dominique Rabelle et Christophe Sueur (DVD, 48,55 %) et Anny Desreumaux et Grégory Gendre (Union à gauche avec des écologistes, 28,97 %).
Le second tour des élections est marqué une nouvelle fois par une abstention massive équivalente au premier tour. Les taux de participation sont de 34,3 % au niveau national, 34,56 % dans le département et 37,41 % dans le canton de l'Île d'Oléron. Dominique Rabelle et Christophe Sueur (DVD) sont élus avec 65,72 % des suffrages exprimés (4 580 voix pour 7 484 votants et 20 003 inscrits),,.

## Composition
Le canton de l'Île d'Oléron comprend huit communes entières.
| Nom                                           | Code Insee | Intercommunalité     | Superficie (km2) | Population (dernière pop. légale) | Densité (hab./km2) | Modifier                                    |
| --------------------------------------------- | ---------- | -------------------- | ---------------- | --------------------------------- | ------------------ | ------------------------------------------- |
| Saint-Pierre-d'Oléron (bureau centralisateur) | 17385      | CC de l'île d'Oléron | 40,55            | 6 665 (2022)                      | 164                | modifier les données · modifier les données |
| La Brée-les-Bains                             | 17486      | CC de l'île d'Oléron | 7,27             | 695 (2022)                        | 96                 | modifier les données · modifier les données |
| Le Château-d'Oléron                           | 17093      | CC de l'île d'Oléron | 15,67            | 4 359 (2022)                      | 278                | modifier les données · modifier les données |
| Dolus-d'Oléron                                | 17140      | CC de l'île d'Oléron | 29,02            | 3 187 (2022)                      | 110                | modifier les données · modifier les données |
| Le Grand-Village-Plage                        | 17485      | CC de l'île d'Oléron | 6,05             | 1 096 (2022)                      | 181                | modifier les données · modifier les données |
| Saint-Denis-d'Oléron                          | 17323      | CC de l'île d'Oléron | 11,75            | 1 346 (2022)                      | 115                | modifier les données · modifier les données |
| Saint-Georges-d'Oléron                        | 17337      | CC de l'île d'Oléron | 46,55            | 4 052 (2022)                      | 87                 | modifier les données · modifier les données |
| Saint-Trojan-les-Bains                        | 17411      | CC de l'île d'Oléron | 17,53            | 1 118 (2022)                      | 64                 | modifier les données · modifier les données |
| Canton de l'Île d'Oléron                      | 1704       |                      | 174,39           | 22 518 (2022)                     | 129                | modifier les données                        |

## Démographie
En 2022, le canton comptait 22 518 habitants, en évolution de +0,87 % par rapport à 2016 (Charente-Maritime : +4,04 %, France hors Mayotte : +2,11 %).
| 2013   | 2018   | 2022   |
| ------ | ------ | ------ |
| 21 906 | 22 092 | 22 518 |